# لوزالمعده

دستگاه گوارش انسان

لُوزُالمِعده، پانکِراس (به انگلیسی: Pancreas) یا خوش‌گوشت غده‌ای پهن و دراز است که در قسمت فوقانی شکم و پشت معده قرار گرفته‌است. لوزالمعده متشکل از سه قسمت سر، تنه و دم است. قسمت سر آن در مجاورت قسمت دوم (دوازدهه) قرار گرفته‌است در واقع قسمت سر آن مجاورت داخلی قسمت دوم دوئودنوم محسوب می‌شود. تنه لوزالمعده در پشت معده قرار دارد و دم آن تا نزدیک طحال امتداد دارد. در انسان سالم و بالغ وزن پانکراس حدود صد گرم است.

## کارکرد
لوزالمعده هم یک غده درون‌ریز (غده‌ای که ترشحات آن با نام هورمون وارد جریان خون می‌شوند) و هم یک غده برون‌ریز (غده‌ای که ترشحات خود را از طریق مجرایی به سطح یا حفرات بدن می‌ریزد) است که آنزیم‌ها و مواد دیگری ترشح می‌کند که مستقیماً وارد محیط روده شده و به گوارش پروتئین، چربی و کربوهیدرات کمک می‌کنند. نگهدارندۀ شیرۀ پانکراس است.

## بخش برون‌ریز
مجرای لوزالمعده اغلب با اتصال به مجرای صفراوی، از طریق مجرای مشترک صفرا (CBD) صفرا و شیرهٔ پانکراس را به درون قسمت دوازدهه (قسمت ابتدایی رودۀ باریک) تخلیه می‌کند. ترشح ترشحات برون ریز لوزالمعده توسط دستگاه خودگردان پاراسمپاتیک (شاخه‌ای ازعصب واگ) که به یاخته‌های ترشحی ختم می‌گردند و همچنین هورمون سکرتین و هورمون کوله‌سیستوکینین کنترل می‌گردد. این هورمون‌ها پس از ترشح کیموس معده‌ای به دوازدهه از یاخته‌های انترواندوکرین بافت پوششی دوازدهه ترشح می‌شوند.
آنزیم‌های لوزالمعده مانند آمیلاز، فسفولیپاز، لیپاز، ریبونوکلئاز و پروتئاز (مانند تریپسینوژن، کیموتریپسینوژن و کربوکسی پپتیداز) و الاستاز به تجزیۀ شیمیایی غذا کمک می‌کنند.
پروتئازهای لوزالمعده، به صورت غیرفعال و داخل کیسه‌هایی میکروسکوپی (لیزوزوم) در سلولهای آسینار لوزالمعده ذخیره شده‌اند که پس از خوردن غذا با تحریک عصبی و شیمیایی به داخل دوازدهه می‌ریزند. سپس در آنجا به وسیله آنزیمهای آنتروکیناز که از سلول‌های جدار روده آزاد می‌شوند در محیط قلیایی (با PH=8) که به وسیله ترشحات مجاری پانکراس ایجاد می‌شود، تریپسینوژن به صورت فعال (تریپسین) درآمده سایر پروتئازها را فعال می‌کند؛ و آنها شروع به گوارش مواد غذایی می‌کنند. البته آمیلاز و لیپاز از ابتدا فعال هستند.
اگر این آنزیم‌ها به جای دوازدهه، در داخل بافت پانکراس فعال شوند، شروع به از بین بردن و گوارش بافت خود پانکراس کرده که به اصطلاح پانکراتیت یا «التهاب لوزالمعده» نامیده می‌شود.

## بخش درون‌ریز
یاخته‌های جزیره‌ای که جزایر لانگرهانس نامیده می‌شود تولید و آزادسازی هورمون‌های درون‌ریز را انجام می‌دهند. این سلول‌ها فقط ۲٪ لوزالمعده را تشکیل می‌دهند. مهمترین هورمون لوزالمعده انسولین است ولی گلوکاگون، سوماتواستاتین و پلی پپتید پانکراسی نیز از این جزایر آزاد می‌شوند.
پائین بودن غلظت گلوکز در خون، اسیدهای آمینه، کاتکول آمینه‌ها، تحریک عصبی سمپاتیک و کوله‌سیستوکینین همگی باعث آزاد شدن گلوکاگون می‌شوند هیپرگلیسمی و انسولین آن را مهار می‌کنند.
مهم‌ترین عملکرد انسولین این است که واکنش‌های آنابولیک بر روی کربوهیدرات‌ها، چربی‌ها، پروتئین‌ها، واسیدهای نوکلئیک را تحریک می‌کند.

## نگارخانه

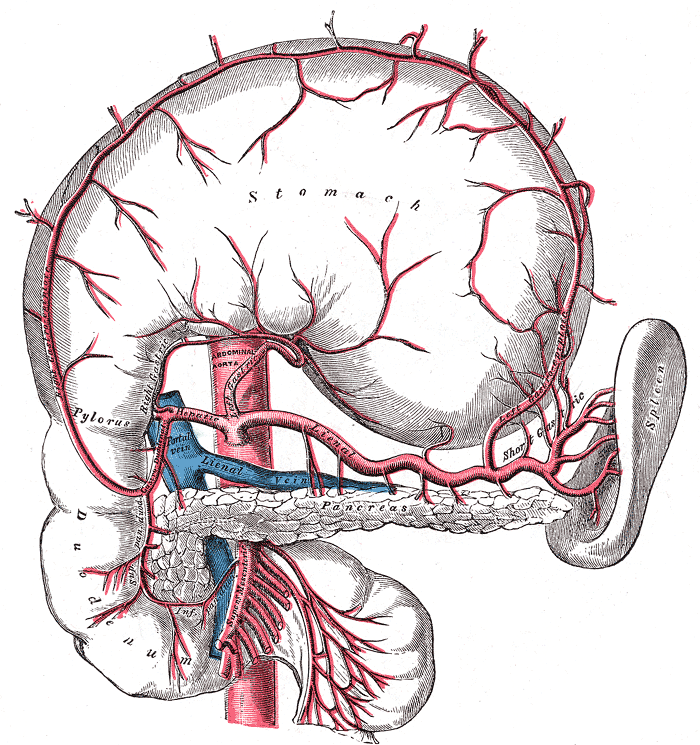
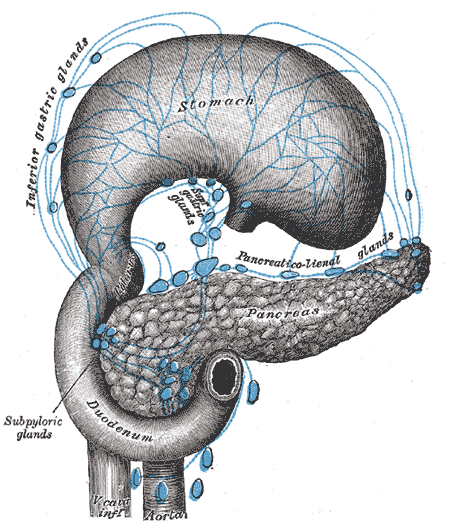
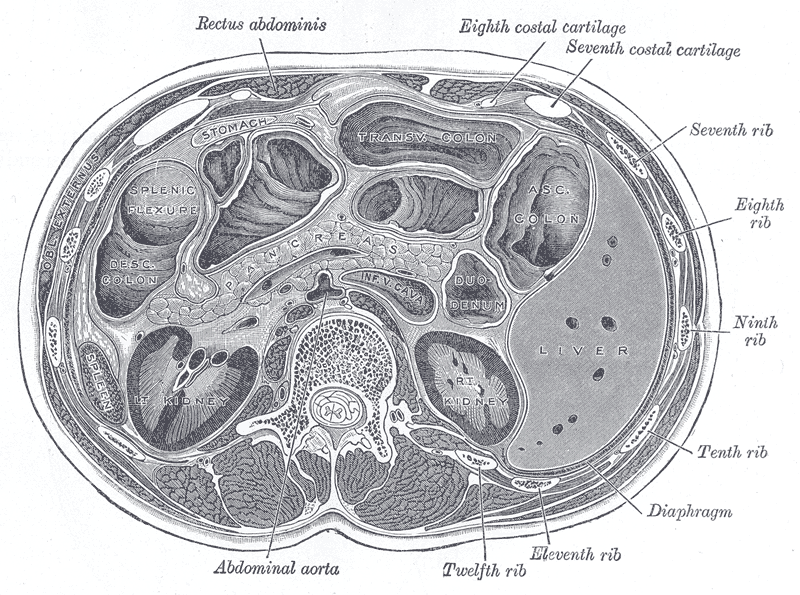
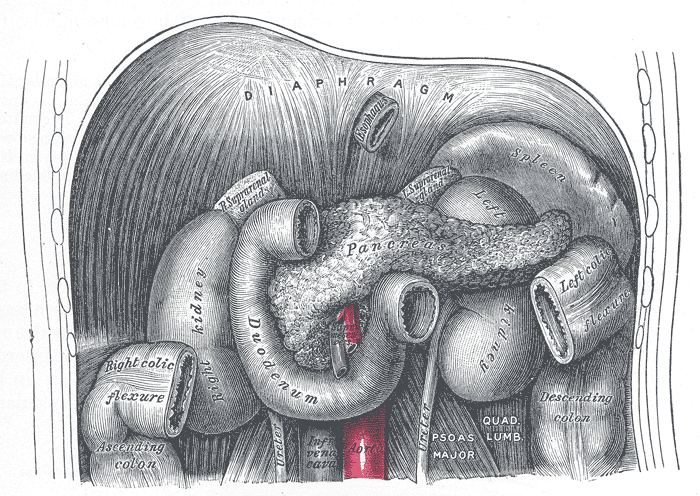
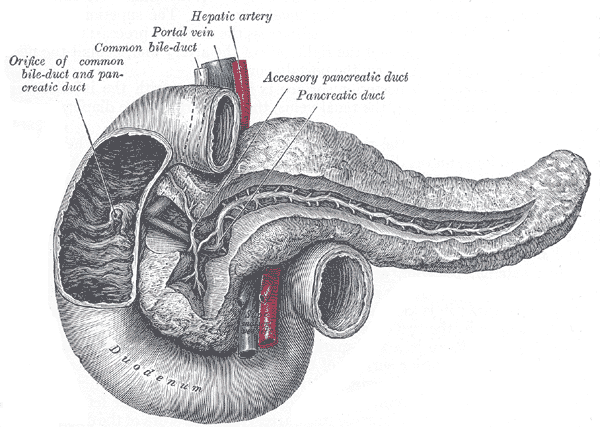
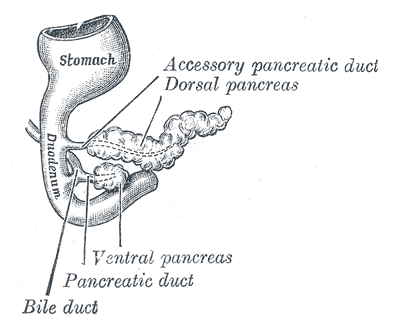
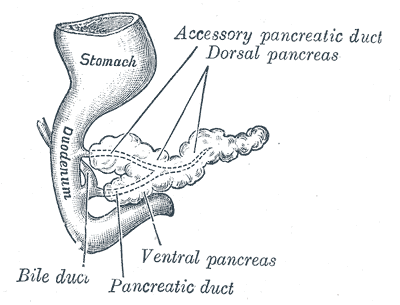
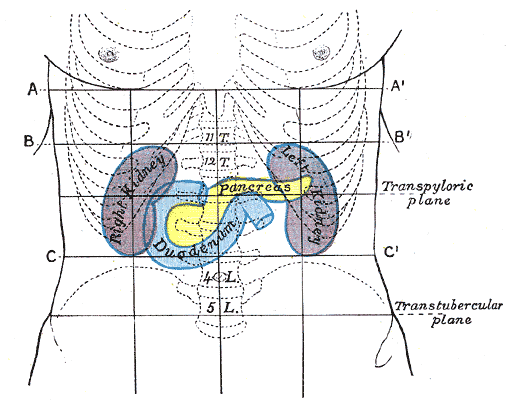
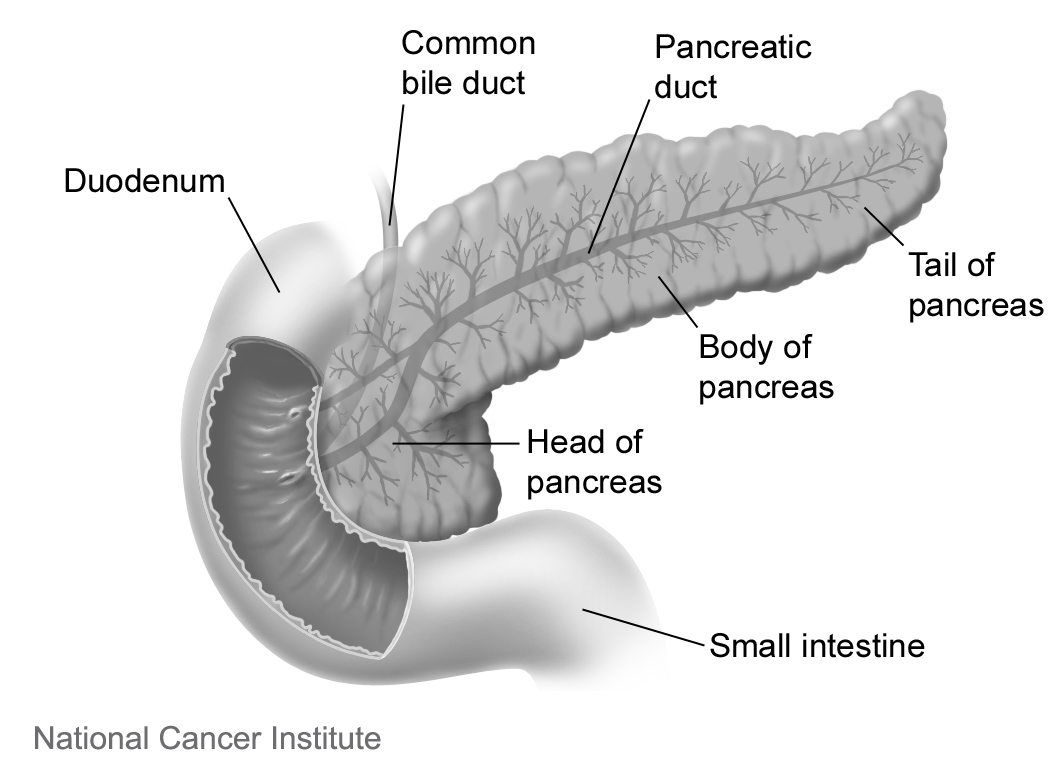
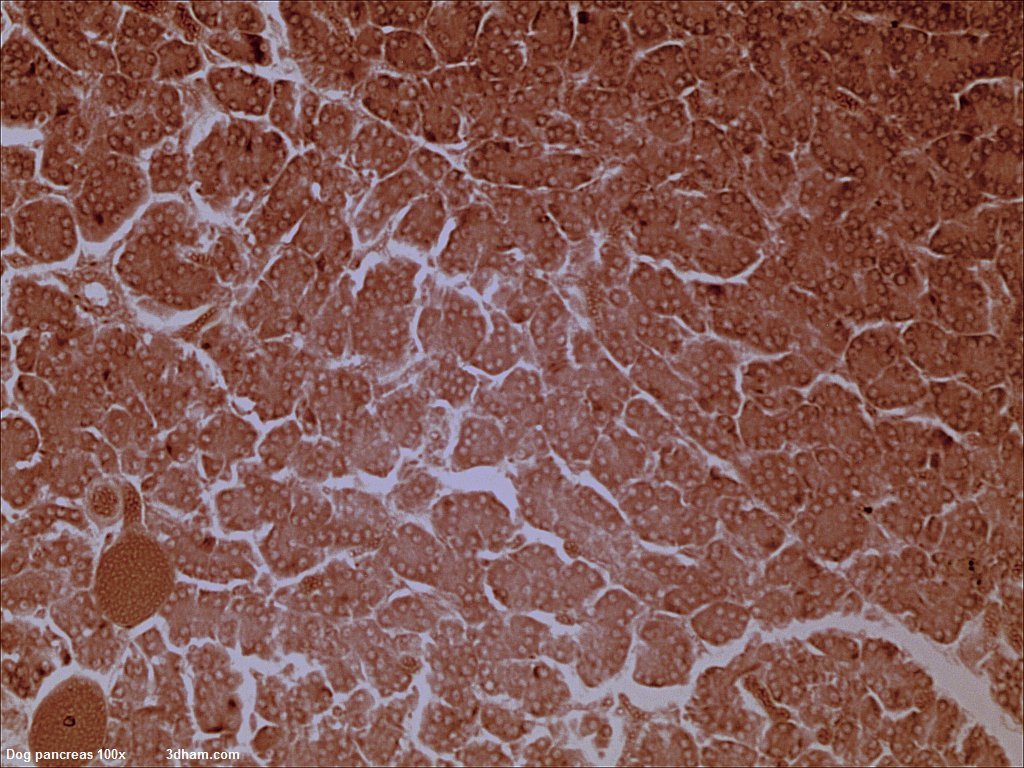
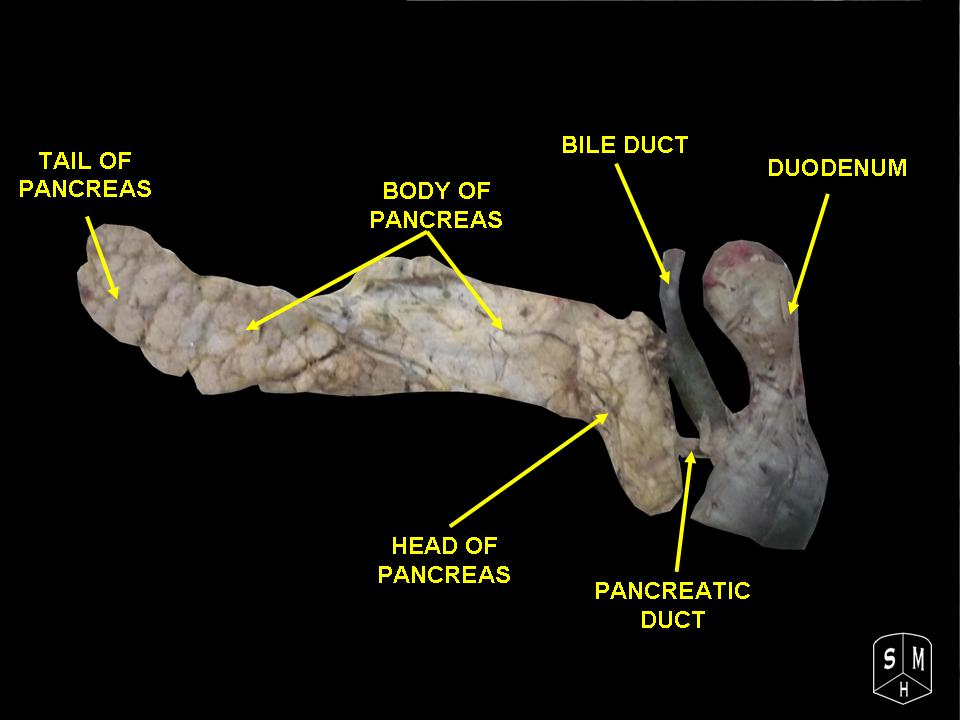
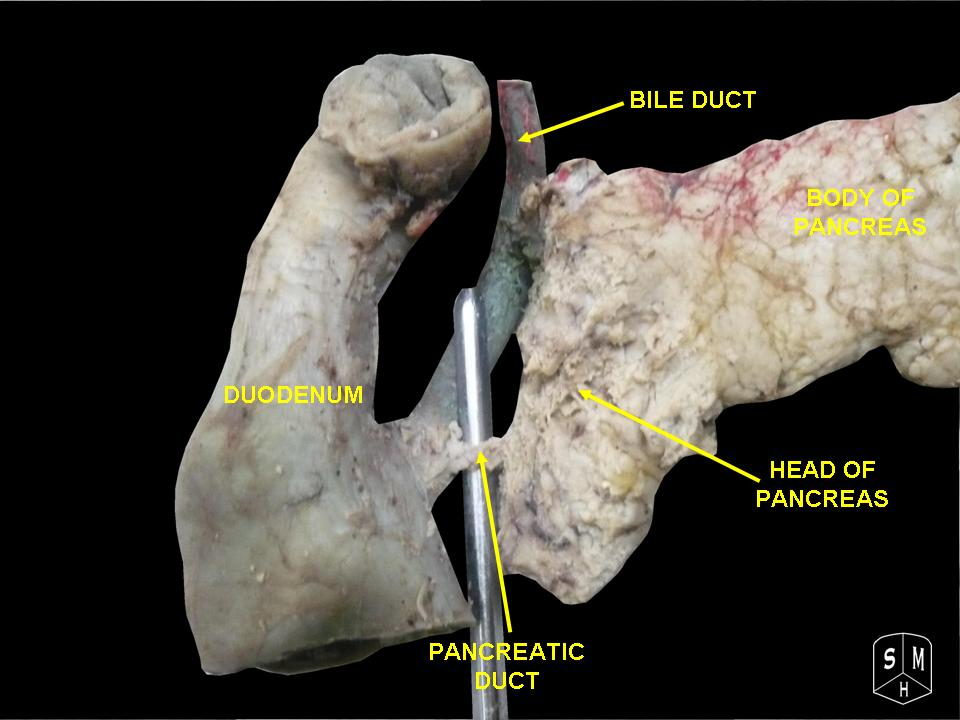
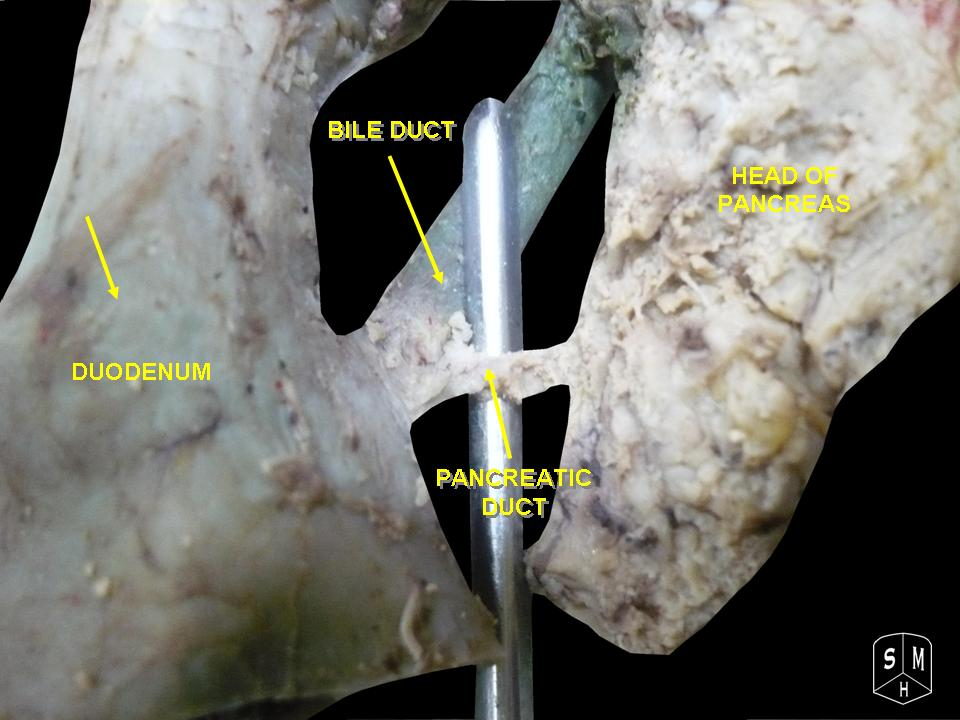
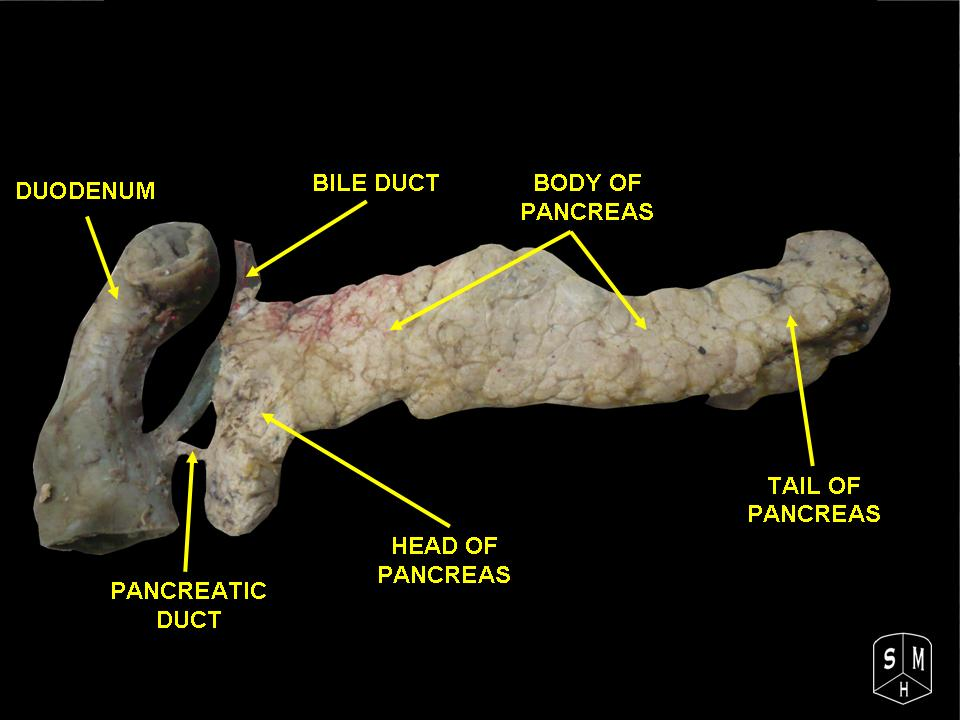